# هاتينغن
هاتينغن (بالألمانية: Hattingen) هي بلدة ألمانية و الرابطة الهانزية تقع في ألمانيا في دائرة ريفية إنبه رور ‏. يقدر عدد سكانها بـ 55,949 نسمة .

## معرض صور

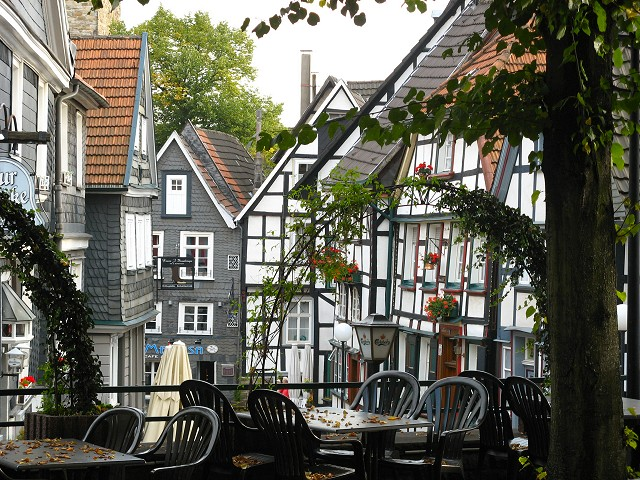
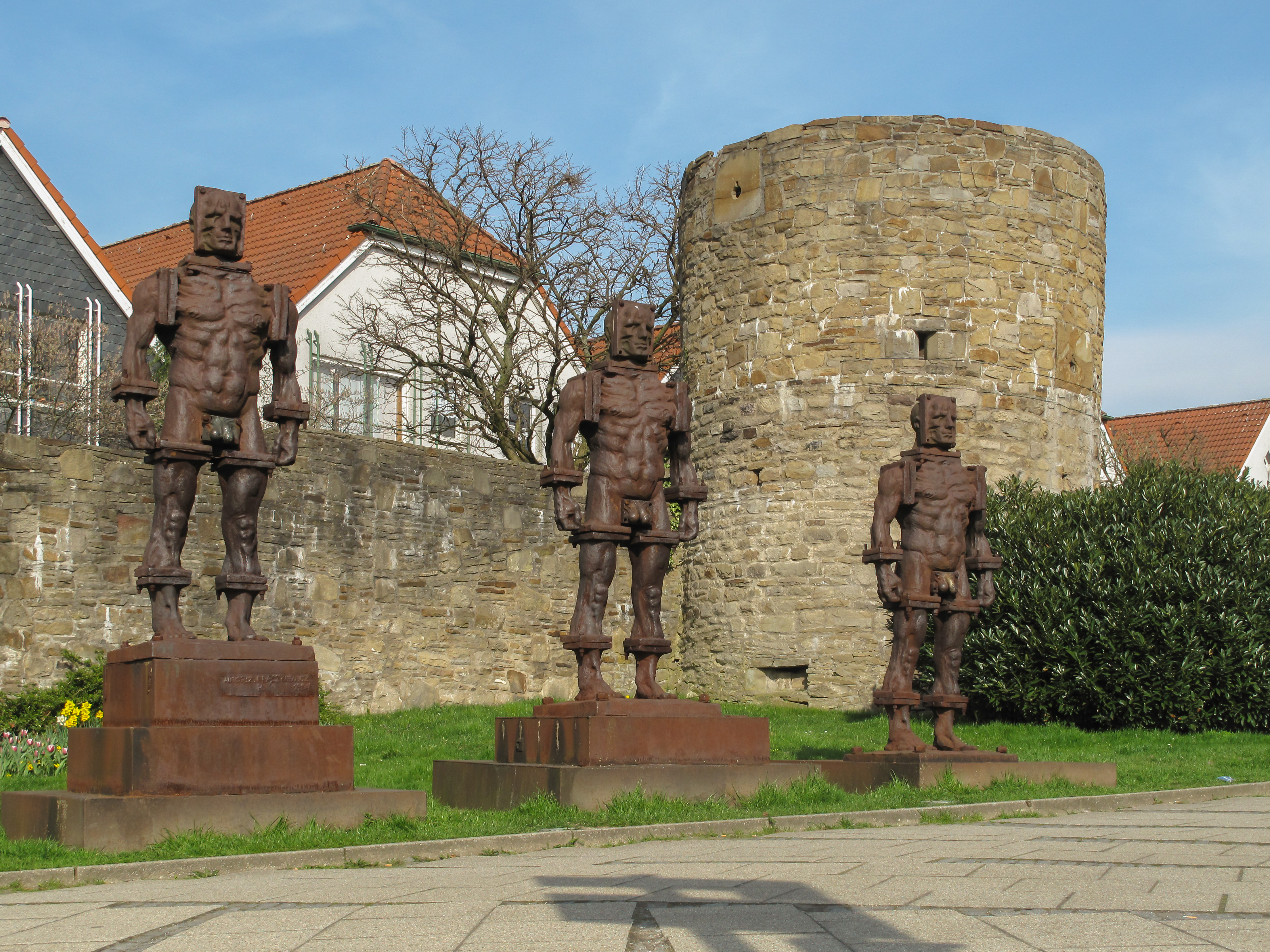
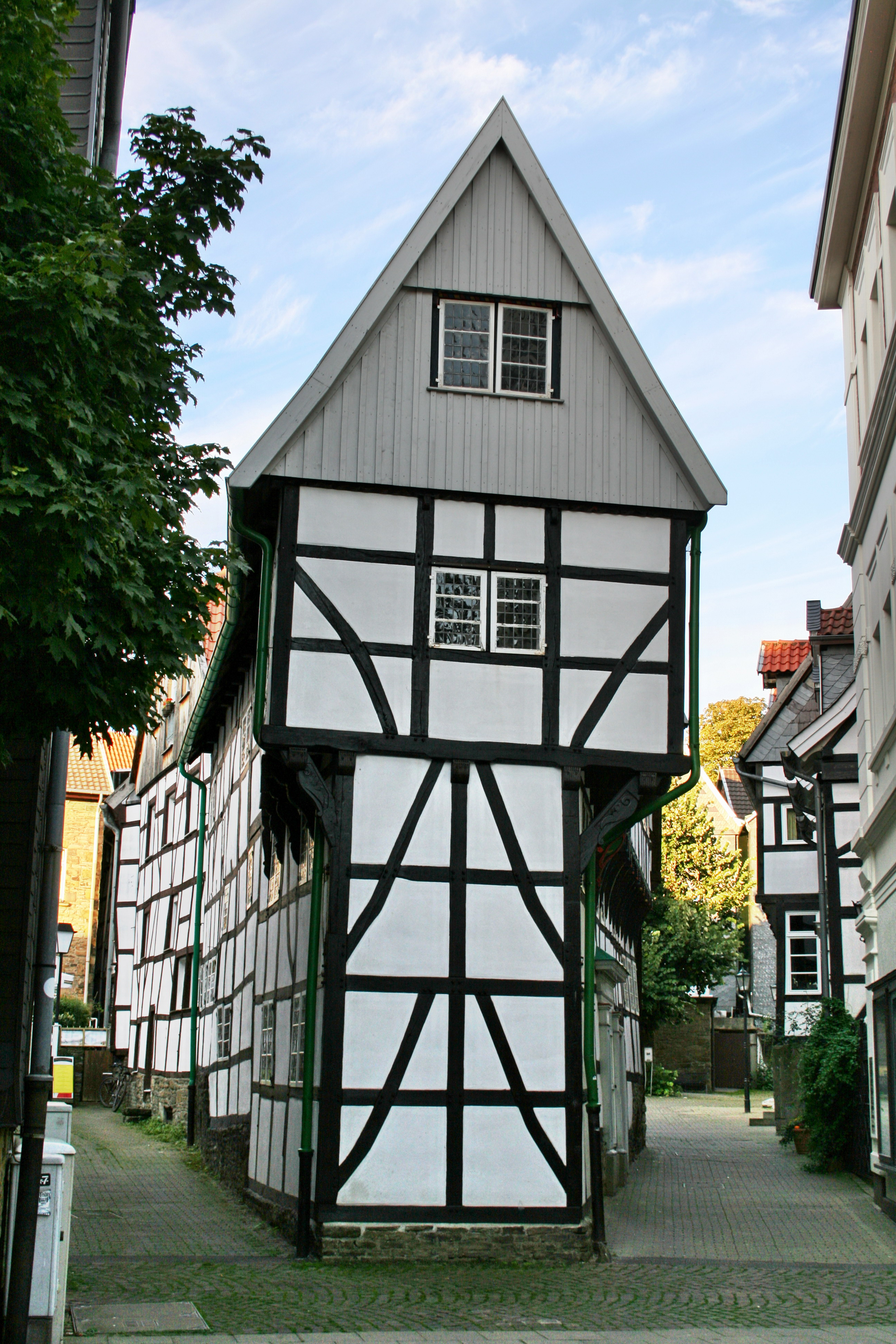
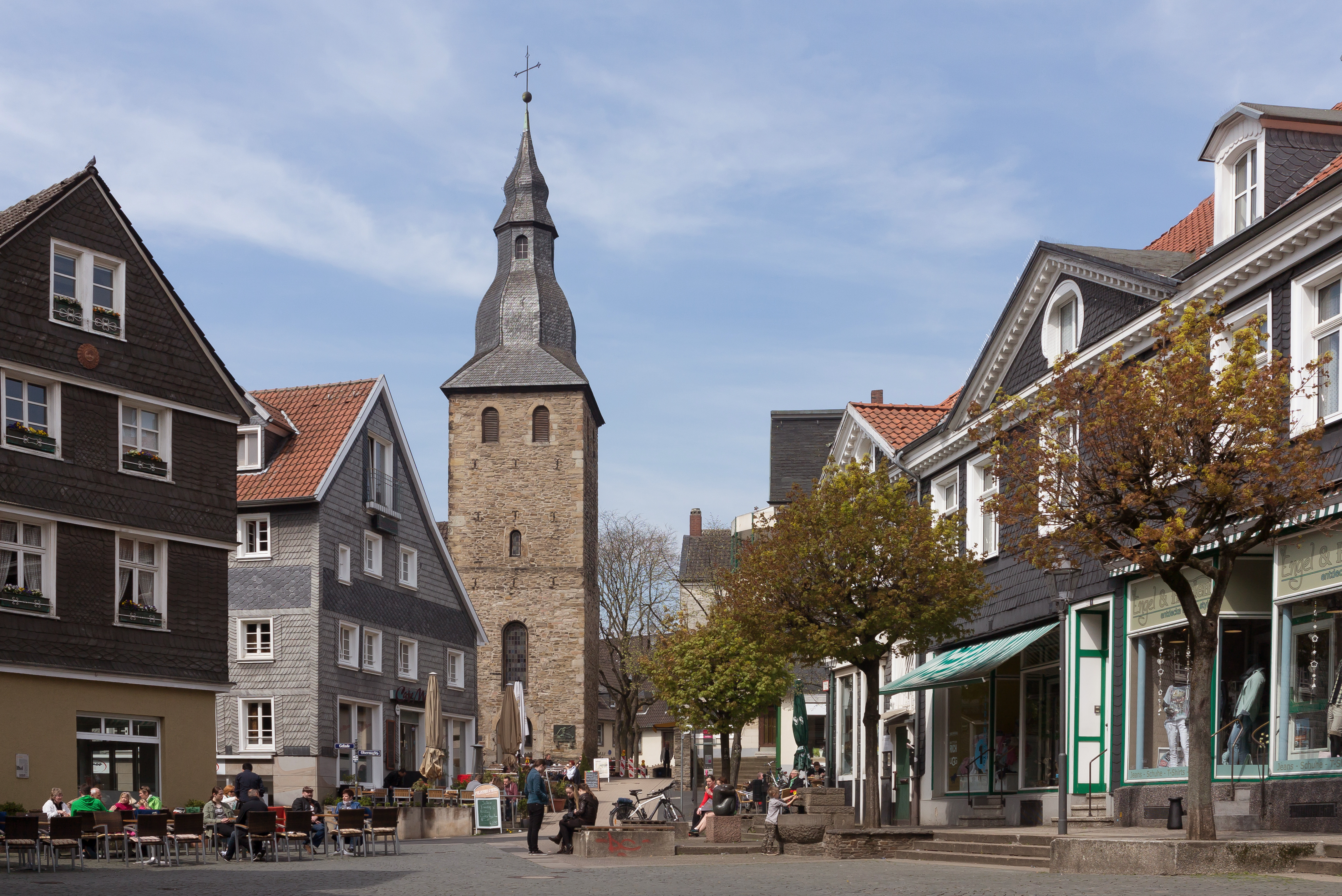

## أعلام
- لوكاس تشميتز
- ميركان آيدين
- جون جوزيف جامبيرز.
- ألفرد كيرن
- يوست غيبرت